# ジャンヌ・パキャン
ジャンヌ・パキャン（Jeanne Paquin、フランス語発音: [ʒan pakɛ̃]、出生名：ジャンヌ・ベッカーズ Jeanne Beckers、1869年 - 1936年）は、フランスのクーチュリエ。19世紀末に国際的な名声を得た最初期のグラン・クチューリエ (grand couturier) のひとり。

## 近代的なクーチュリエ
サン＝ドニに生まれたジャンヌ・ベッカーズは、モデリスト (Modéliste) として徒弟修行の経験を積んだ。
パキャン自身の言によれば、1891年、イシドール・ジャコブ (Isidore Jacobs) との結婚後、彼女は自分の店をパリのラ・ペ通り (Rue de la Paix) 3番地にあった自宅に開いたという。彼女の18世紀風のモチーフを多用し毛皮やレースで飾り立てたイブニングドレスは、悪評を呼んだ。事業家としての才覚を備えていた彼女は、宣伝手段の効用を理解した最も初期の人物のひとりであり、夜はオペラが催されるガルニエ宮へ、昼はグランプリ期間中の競馬場へと、躊躇することなくマヌカンたちを引き連れて現れ、また、新作を宣伝するために本格的なファッションショーを組織した。

## 「メゾン・パキャン」の国際的展開

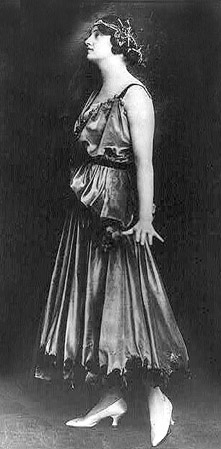
ジャンヌ・パキャンの服を着たマヌカン。

イギリスの事業パートナーと繋がりをもったパキャンは、パリにも支店を残しながら、1896年に本拠地をロンドンのドーヴァー・ストリート (Dover Street)39番地に移した。1912年には、ニューヨーク5番街398番地に毛皮の店舗を構え、半きょうだいのアンリ・ジョワール (Henri Joire) にその運営を委ねた。この年、彼女はオー＝ド＝セーヌ県サン＝クルーのモン＝ヴァレリアン通り (rue du Mont-Valérien) 33に、建築家で装飾家のルイ・スー (Louis Süe) の手になる屋敷を構えた。その直後には、マドリードとブエノスアイレスにも支店が出された。彼女は、グラン・クチューリエとしては初めて、1913年にレジオンドヌール勲章を受章した。
ジャンヌ・パキャンはその着想の多くを過去から得ていたが、他方では時代の変化にも順応しており、第一次世界大戦の直前には、「地下鉄の文明」にふさわしい国際的な服装として男女共通のスーツを生み出した。パキャンの際立って現代的な精神は、レオン・バクストとの協力によって生み出された舞台衣装にも表現されている。

## ジャンヌ・パキャン後の「メゾン・パキャン」

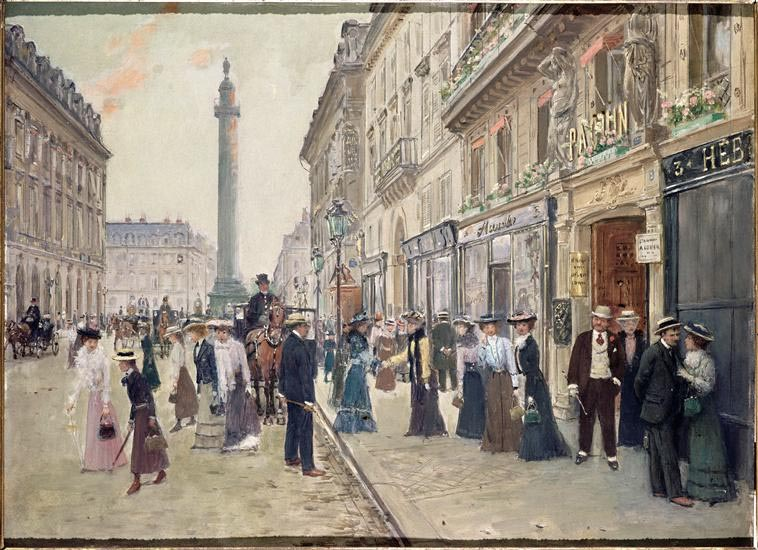
ジャン・ベロー (Jean Béraud) 作「Sortie des ouvrières de la maison Paquin, rue de la Paix（ラ・ペ通り、メゾン・パキャンの従業員通用口）

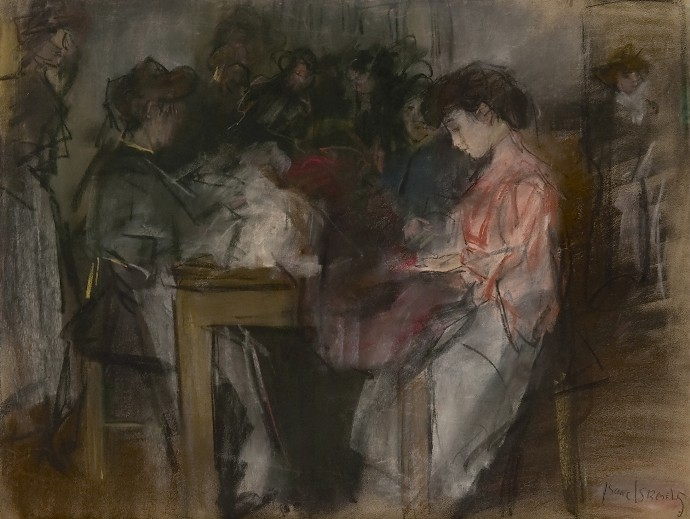
イサーク・イスラエルス (Isaac Israëls) 作「Couturière de la maison Paquin（メゾン・パキャンのクチューリエたち）」

パリ・クチュール組合の組合長を1917年から1919年まで務めた後、ジャンヌ・パキャンは1920年に引退し、事業の経営をアンリ・ジョワールに、アート・ディレクションをマドレーヌ・ウォリス (Madeleine Wallis) に託した。パキャンが没した1936年にはアナ・ポンボ ( Ana Pombo) が後任となり、1942年には更にアントニオ・カノヴァス・デル・カスティーリョ (Antonio Cánovas del Castillo) に交代した。
その後、コレット・マシニャック (Colette Massignac)、次いでルー・クラヴェリ (Lou Claverie) がメゾン・パキャンを率い、クリスチャン・ディオールが生み出した新しいファッションの動きであったニュー・ルック (New Look) を取り込んでコレクションを作った。
その後も経営者の交代は続き、最後にはアメリカ人のアラン・グレイアム (Alan Graham)がメゾン・パキャンの経営にあたったが、同社は1956年に深刻な財務危機に陥り、7月1日をもって活動を終えた。

## 遺されたもの
「メゾン・パキャン」の名は、1912年にレオ・ルリエーブル (Léo Lelièvre) が作ったシャンソン「La Biaiseuse」の中に「Je suis biaiseuse chez Paquin... （パキャンには弱いの）」という歌詞に残されている。この歌は後年、アニー・コルディ (Annie Cordy) やマリー＝ポール・ベルによってカバーされている。

## ギャラリー

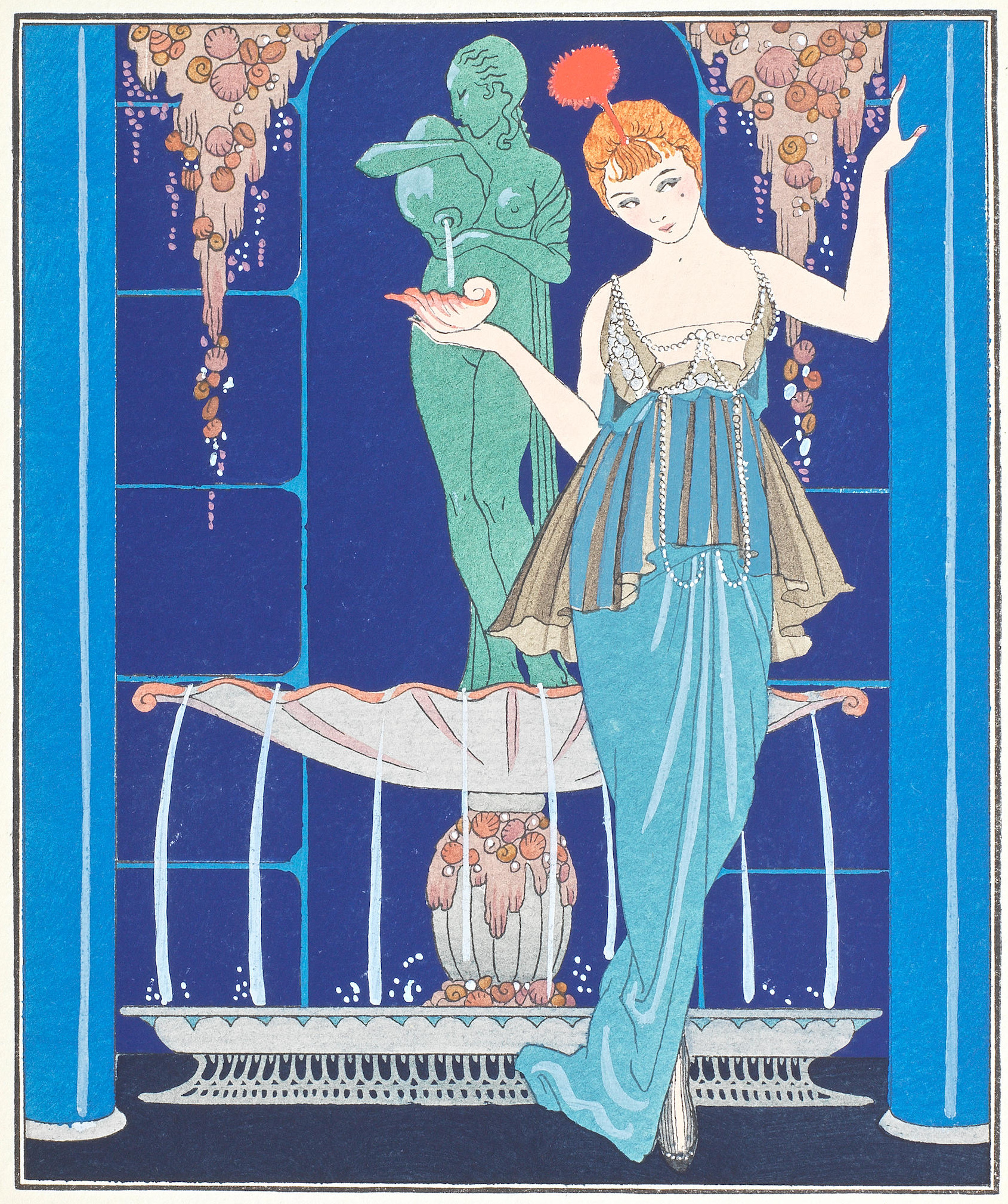
1914年の『Gazette du Bon Ton』に掲載された、ジョルジュ・バルビエによる、 ジャンヌ・パキャンの服のイラスト。
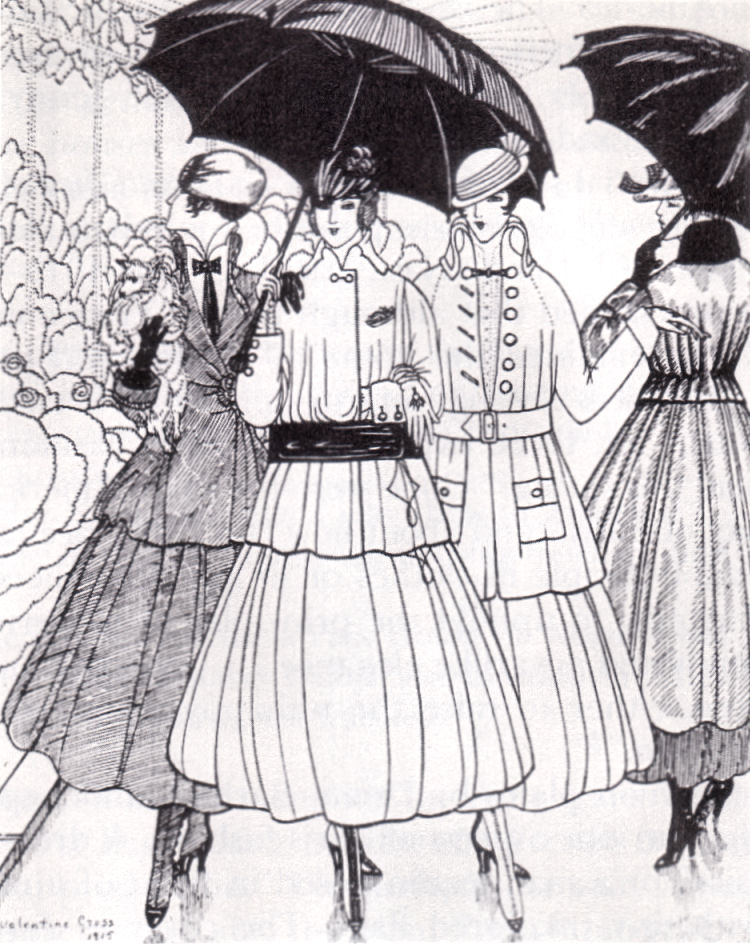
『Gazette du Bon Ton』に掲載された、ヴァランティーヌ・ユーゴー (Valentine Hugo) による、 1915年のモードのグラビア。
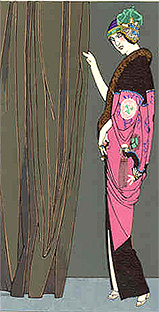
『Gazette du Bon Ton』に掲載された、ジョルジュ・バルビエ による、 1915年のモードのグラビア。